# Христопулос, Афанасиос
Афана́сиос Христо́пулос  (греч. Αθανάσιος Χριστόπουλος, Кастория, май 1772 года — Бухарест, 19 января 1847 года) — видный греческий поэт, писатель, лингвист, юрист, учёный и революционер.

## Биография
Афанасиос Христопулос родился в городе Кастория, Западная Македония в 1772 году. Его отец священник, из-за экономических трудностей и не желая больше жить под турецким гнётом, перевёз семью в 1780 году в Бухарест, когда Афанасиосу было 8 лет. Здесь, в Бухаресте, Афанасиос окончил школу и лицей.
Христопулос прожил всю свою жизнь в Придунайских княжествах и согласно заявлению Димараса может считаться «фанариотом по родству»..
Христопулос продолжил своё образование в университете города Буда, где изучал латинскую филологию, философию и медицину, и в университете Падуи, где изучал юриспруденцию. По окончании учёбы вернулся в Бухарест и поступил на службу ко двору правителя Валахии (и позже Молдовы) Александроса Мурузиса, где первоначально преподавал детям господаря. Стал судьёй и получил придворный титул «каминарис». Одновременно развил писательскую деятельность: написал Героическую драму и одно из самых значительных своих произведений , Грамматика эоло-дорического диалекта, или сегодняшнего разговорного языка греков , в котором поддерживал использование в литературе разговорного греческого языка демотика, который согласно Христопулосу был сплавом древних дорийского диалекта и эолийского диалекта.
После 1806 Христопулос последовал за Мурузисом в Константинополь когда последний потерял свою должность в Придунайских княжествах. Здесь у него было больше времени для писательской работы, поскольку он был освобождён от обязанностей судьи, а дети бывшего правителя уже выросли. Это период был очень продуктивным для него: он принялся за создание ново-греческого словаря вместе с Константасом и Газисом, попытался организовать университет в Загора Пелиона, написал трактат о существовании вакуума в природе, лингвистическое исследование О произношении, в котором отвергает аргументы Эразма о произношении греческого языка в классической древности и трактат О поэзии.
Жизнь Христопулоса была нарушена в 1812, когда Мурузис был убит турками. Христопулос бежал в Бухарест, ко двору правителя Иоанна Караджа, но большая часть его работ (исследования о вакууме, о произношении и начатый словарь) были утеряны. Иоанн Караджа назначил его вновь на должность судьи, дав ему титул Великого Логофета и поручил ему создание нового законодательства для Княжества Валахия. Христопулос был занят систематически этой работой до 1816 года. В 1815 году он написал философско-политическое сочинение Политические мысли, базирующееся на принципах Макиавелли, Никколо. Эта работа стала причиной отрицательной критики против Христопулоса и не была напечатана при его жизни.
В 1818 году Иоанн Караджа бежал на Запад и Христопулос нашёл убежище в городе Сибиу, Трансильвания. Здесь он изучил и перевёл труды Секста Эмпирика и написал исследования Превращения философии и Политические параллели. В эти годы он был посвящён в тайное революционное общество Филики Этерия . Информации о его деятельности в качестве гетериста и о его жизни в годы Греческой революции  мало. Согласно греческому историку Филимону, вращавшийся в кругах фанариотов Христопулос, впоследствии с презрением заявлял что Этерию создали «трое никчемных греков-друзей в Одессе»
.
Согласно гетеристу Секерису, перед началом восстания, по поручению Ипсиланти, Христопулос отправился на Ионические острова и пробыл на острове Закинф 2 месяца. Опять же согласно Секерису, Христопулос был членом Революционного комитета в Придунайских княжествах.
После 9 лет кровавой войны, грекам удалось освободить только южную континентальную Грецию, оставив вне пределов возрождённого государства многие греческие земли, включая и родину Христопулоса, Македонию. Христопулос посетил Греческое королевство в 1836 году, но пробыв здесь менее года вернулся в Сибиу, где продолжил свою писательскую работу. В этот период Христопулос был занят в основном переложением Илиады, вначале в рифме, а с 1844 года в стихах без рифмы. В этот же период он написал пособие Греческие древности, где он затрагивает темы касательно греческих племён и древних диалектов.
Христопулос прожил оставшуюся жизнь в Трансильвании и умер в 1847 году в Бухаресте.

## Христопулос в греческой литературе
Христопулос сегодня упоминается в основном за его поэтические труды, сборник Лирика который стал очень популярным : ещё при жизни поэта был издан 11 раз (первое издание в 1811 году в Вене). Согласно греческому историку Д.Фотиадису, «Лирика» Христопулоса — самое лучшее, что могут представить до неё новогреческие (поствизантийские) поэты
.
Его стихи были подвержены аркадийской манере и анакреонтизму.
Саккелариос именует его «второй Анакреонт».
Поэт Христопулос считается «продромом» (предтечей), вместе с Виларасом и Ригасом), открывшим новые пути в использовании разговорного языка демотика в греческой поэзии.
Интерес представляют также его переложения древнегреческой литературы на сегодняшний разговорный язык, рапсодия Α Илиады и стихов Сапфо.
Когда в конце 1822 года, Трикупис, Спиридон посетил Закинф, Соломос, Дионисиос  прочитал ему на итальянском свою оду Per Prima Messa, но вместо похвалы Трикупис посоветовал ему писать на греческом и читать для этого Афанасия Христопулоса.
Лирика Христопулоса была среди поэтических произведений которые изучал Соломос, Дионисиос формируя свой поэтический язык.
В 1891 году Кавафис, Константинос написал в его честь стихотворение «Афанасиос Христопулос».

## Театральный писатель
«Ахилл» Христопулоса — первое ново-греческое драматургическое произведение, был поставлен в городе Яссы в 1805 году. Созданный в Бухаресте в 1817 году, дочкой господаря Иоанна Караджа, Раллу, греческий театр поставил драму Христопулоса «Смерть Патрокла».
В этом же театре выступал и первый греческий профессиональный актёр Аристиас, Константинос Кириакос.

## Законодатель и учёный
Его научный труд включает трактаты в областях лингвистики, политики, философии и естественных наук, многие из которых однако не сохранились. Его законодательный труд Свод Кодекса частного права  находится под влиянием идей Французской революции.

## Работы
- Грамматика эоло-дорического диалекта, или сегодняшнего разговорного языка греков  — Γραμματική της Αιολοδωρικής, ήτοι της ομιλουμένης τωρινής των Ελλήνων γλώσσας, Βιέννη, 1805
- Грамматика о 8 частей синтаксиса речи -ΓΡΑΜΜΑΤΙΚΗ περί της των οκτώ του λόγου μερών συντἀξεως
- Героическая драма -Δράμα ηρωικόν, Βιέννη, 1805
- Лирика — Λυρικά, 1811 (πρώτη έκδοση, ακολουθήσαν πολλές άλλες.)
- Политические параллели -Πολιτικά Παράλληλα, 1833
- Греческие древности — Ελληνικά Αρχαιολογήματα, 1853
- Политические мысли — Πολιτικά Σοφίσματα, ανέκδοτο.